# جامعة طوكيو للعلوم البحرية والتكنولوجيا
جامعة طوكيو للعلوم البحرية والتكنولوجيا (بالإنجليزية: Tokyo University of Marine Science and Technology)‏ هي جامعة في اليابان تأسست عام 1875. تقع في مدينة كوتو، طوكيو وميناتو، طوكيو.

## إحصائيات
يبلغ عدد طلاب الجامعة 2,762 طالب، منهم 685 طالب دراسات عليا.

## وصلات خارجية
- جامعة طوكيو للعلوم البحرية والتكنولوجيا على موقع IMDb (الإنجليزية)

- الموقع الإلكتروني